# Cướp ngân hàng

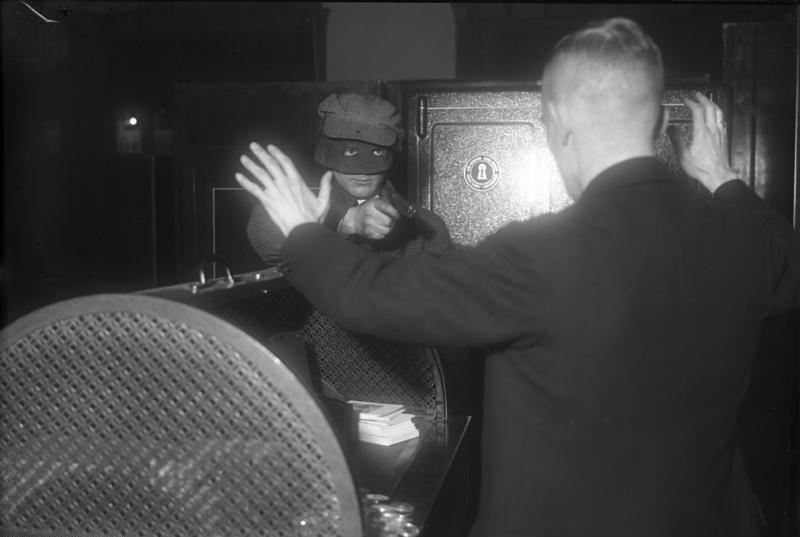
Một người đàn ông đeo mặt nạ đóng giả làm một tên cướp ngân hàng để mô tả cách hoạt động của một thiết bị bảo vệ tiền và bấm còi báo động khi xảy ra cướp do Đức sản xuất (1931).

Cướp ngân hàng là hành vi chiếm đoạt tiền từ một ngân hàng bằng cách dùng vũ lực hoặc đe dọa sẽ dùng vũ lực để khống chế các nhân viên và khách hàng ở hiện trường. Khái niệm này áp dụng cho các chi nhánh và giao dịch viên chứ không áp dụng cho các tài sản khác của ngân hàng như tàu hỏa hay xe vận chuyển tiền.